# Тилорье, Адриен-Жан-Пьер
Адриен Жан-Пьер Тилорье (фр. Adrien Jean-Pierre Thilorier, 16 февраля 1790, Париж — 2 декабря 1844) — французский физик и изобретатель, который считается первооткрывателем твердого углекислого газа («сухой лед»).

## Биография
Адриен-Жан-Пьер Тилорье родился в Париже, Франция 16 февраля 1790 года. Он был сыном адвоката Жан-Шарля Тилорье (1756—1818). Жан-Шарль имел некоторую известность: в 1786 он был адвокатом графа Алессандро ди Калиостро по делу «Ожерелья королевы». Жан-Шарль также интересовался наукой и механикой: он изобрел radeau-plongeur (ныряющее колесо), позволяющее экипажам пересекать реки. В 1800 он спроектировал poêle fumivore (бездымную печь). В 1803 он издал брошюру о метеоритах, в 1812 он издал брошюру о кометах, а в 1815 он издал научный четырёхтомник.
О том, где Адриен Тилорье получил свое научное образование, ничего не известно. В 1826 появилось первое упоминание о технической работе Адриена: он создал и запатентовал «гидростатическую лампу» для маяков. В 1828 году лампы Тилорье были вытеснены с рынка похожими решениями конкурентов. Тилорье пытался привлечь к спору Академию наук, однако не получил удовлетворения. Несмотря на это, он продолжал совершенствовать свою лампу много лет.

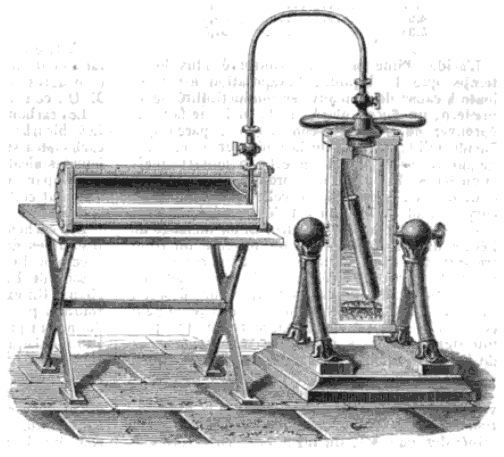
Компрессор Тилорье

В 1829 году Адриен Тилорье разработал машину для сжатия газов. Он представил свой компрессор на конкурс Академии наук и выиграл Монтионовскую премию 1829 года — 1500 франков . Компрессор состоял из трех цилиндров: самый большой цилиндр имел диаметр 7,5 см, его поршень имел ход 14,6 см; промежуточный цилиндр имел диаметр 2,25 см, его поршень имел ход 14,6 см; самый маленький цилиндр имел диаметр 0,6 см, его поршень имел ход 24,7 см. Компрессор приводился в действие рычагом, который, в свою очередь, приводился в действие командой из десяти человек. Наибольший и средний цилиндры располагались симметрично по разные стороны оси рычага; наименьший цилиндр располагался на той же стороне оси, что и промежуточный цилиндр, но в два раза дальше от оси. В течение каждого полуцикла рычага каждый поршень сжимал газ в своем цилиндре; в течение следующего полуцикла газ передавался (предположительно через обратный клапан) в следующий цилиндр для дальнейшего сжатия. Компрессор был способен производить давление в 1000 атмосфер.
В дальнейшем Тилорье продолжал улучшать свою машину и повторно выставил её на соискание Монтионовской премии 1830 года и снова выиграл её, приз составил 700 франков.

## Опыты с углекислотой
В 1834 году Тилорье направил во Французскую Академию наук письмо, в котором описывал опыты с жидким углекислым газом, произведенные новым аппаратом, с помощью которого он «…получил химическим путем и за несколько мгновений литр сжиженной углекислоты (то есть диоксида углерода)».
Оригинальный аппарат Тилорье для сжижения углекислого газа использовал баллоны из чугуна. Однако чугун хрупок, поэтому существовала опасность, что такой резервуар может разорвать давлением. Аппарат был небезопасен: 30 декабря 1840 года Осмин Эрви, готовя научные демонстрации для лекций в Парижской школе фармации, работал с одной из машин Тилорье, когда взорвался газогенерирующий цилиндр. Осколками Эрви был ранен в ноги, одну из которых пришлось ампутировать, а через несколько дней он умер от инфекции. Для уменьшения взрывоопасности, чугун был заменен кованым железом.
Тилорье не первым получил сжиженную углекислоту: Майкл Фарадей сжижал её ещё в 1823 году. Однако при достаточном и надежном запасе жидкого углекислого газа Тилорье смог пронаблюдать и измерить его свойства в широком диапазоне условий, такие как плотность пара и исключительную скорость расширения с температурой.

## Получение «сухого льда»
12 октября 1835 года на заседании Французской академии наук было зачитано письмо Адриена Тилорье, в котором он заявил, что он получил твёрдый углекислый газ:

Если направить струю [жидкой] углекислоты внутрь небольшой стеклянной колбы, то она быстро и почти целиком заполнится белым порошкообразным пушистым материалом, который сильно прилипает к стенкам и который можно извлечь только разбив колбу.
Оригинальный текст (фр.)Si l'on dirige un jet d'acide carbonique dans l'intérieur d'une petite fiole de verre, elle se remplit promptement, et presque en entier, d'une matièr blanche, pulvérulente, floconneuse, qui adhère fortement aux parois, et qu'on ne peut retirer qu'en brisant la bouteille.

Что особенно примечательно, Тилорье сам не осознал, что он открыл твёрдый углекислый газ, пока группа ученых из французской Академии наук не объяснила ему, чего он получил:

Господин Тенар заметил, что господин Тилорье во время визита комиссаров Академии ещё не предполагал, что полученное им белесое вещество представляет собой твердую углекислоту. Этот факт, по его словам, был признан и констатирован комиссией: именно она подвергла кислоту большинству опытов, цитируемых автором [то есть Тилорье].
Оригинальный текст (фр.)M. Thénard fait remarquer que M. Thilorier n'avait pas encore imaginé, au moment de la visite des commissaires de l'Académie, que la substance blanchâtre obtenue par lui fût de l'acide carbonique solide. Ce fait, dit-il, a été reconnue et constaté par la commission: c'est elle qui a soumis l'acide à la plupart des expériences citées par l'auteur.